# USS Preston (DD-379)
La USS Preston (pennant number DD-379) fu un cacciatorpediniere della classe Mahan in servizio con la marina militare statunitense durante e prima la seconda guerra mondiale, così chiamata in onore del Lieutenant Samuel W. Preston (1840–1865).
Impostata il 27 ottobre 1943 alla Mare Island Naval Shipyard di Vallejo, venne varata il 22 aprile 1936 ed entrò in servizio il 27 ottobre dello stesso anno al comando del Commander C. D. Swain. Venne affondata nella battaglia navale di Guadalcanal nel novembre 1942. Venne premiata con due Battle star in segno di riconoscimento per il servizio reso alla Patria.

## Storia
Entrata in servizio, la Preston servì brevemente sotto il Chief of Naval Operations (capo delle operazioni navali), quindi entrò nella flotta da battaglia della United States Navy. Inizialmente assegnata al 2º squadrone cacciatorpediniere (Destroyer Squadron 2, DesRon 2), passò poi al DesRon 5 ed effettuò esercitazioni in mare fino al 7 dicembre 1941, data dell'attacco di Pearl Harbor. Pattugliamenti e servizi di scorta lungo la West Coast impegnarono la Preston fino al 1º giugno 1942, quando cioè navigò verso le Hawaii per unirsi alla portaerei Saratoga. Arrivata a destinazione il 6 giugno, la nave e il suo gruppo (Task Force 11.1, TF 11.1) partirono per congiungersi alla TF 17 di ritorno dalla battaglia delle Midway, rifornendola di materiali e uomini.
Il 13 giugno la Preston tornò a Pearl Harbor, e per i successivi quattro mesi scortò navi nell'area delle Hawaii e continuò le attività di addestramento. Il 4 ottobre venne unita alla TF 16, e il 15 dello stesso mese salpò per le isole Salomone. Il 24 ottobre la TF 16 incontrò la TF 17 dando vita alla TF 61, unità con la quale la Preston, due giorni dopo, ebbe il battesimo del fuoco nella battaglia delle isole Santa Cruz, dove abbatté due aerei. Si ritirò quindi a Nouméa. Riequipaggiata con nuovi e maggiori armamenti, fece rotta per le Salomone per il suo secondo, e ultimo, scontro a fuoco.
La sera del 14 novembre, la Preston, con la TF 64, levò l'ancora per dirigersi verso la punta orientale di Guadalcanal per intercettare un gruppo di navi giapponesi intenzionate a bombardare l'aeroporto di Henderson Field e portare rifornimenti alla guarnigione di Guadalcanal. Giunta all'isola di Savo, la forza statunitense composta da due corazzate precedute da quattro cacciatorpediniere si addentrò nello stretto di mare tra Savo e capo Esperance. Alle 23:00 la corazzata Washington individuò nei radar di bordo il cacciatorpediniere giapponese Sendai, dando di fatto inizio alla seconda fase della battaglia navale di Guadalcanal.
Il Sendai, accompagnato dal cacciatorpediniere Shikinami, seguì le navi USA ma dovette desistere a causa del fuoco nemico. Poco dopo, comunque, lo scontro riprese. La Benham e la Preston si unirono alla battaglia, mentre la Gwin, che poco prima aveva sparato proiettili illuminanti, si accorse della vicina presenta dell'incrociatore Nagara scortato da quattro cacciatorpediniere e seguito da altre forze pronte a colpire i cacciatorpediniere statunitensi concentrati nello stretto. Dopo circa 8 minuti di scontro a fuoco, il cacciatorpediniere USA Walke venne colpito, seguito poco dopo dalla Preston, centrata da una salva del Nagara che causò un incendio a bordo che presto si estese a tutta la nave. Alle 23:36 venne dato l'ordine di evacuazione, ma qualche secondo dopo la Preston si rovesciò su un fianco e si inabissò in dieci minuti, portando con sé 116 uomini di equipaggio.